# 마르셀라
《마르셀라》(영어: Marcella)는 2016년부터 2021년까지 방영된 영국의 노르딕 누아르 텔레비전 시리즈이다.

## 출연
- 애나 프릴
- 제이미 뱀버